# オレンジ・ペコ (バンド)
オレンジ・ペコ(Orange Peco)は、日本の音楽バンド。

## 概要
1971年、原田ひろき・丸山コージが結成。翌年、船橋たかきが合流し、また73年7月にキース戸部が合流した。
1973年に「君の想い出」でデビュー。1976年に解散。

## メンバー
- 原田ひろき（原田博喜） - ギター。解散後、パル（PAL)を結成。
- 丸山コージ（丸山弘二） - ベース。
- 船橋たかき（船橋孝樹） - ギター。解散後、パルを結成。2004年2月25日に53歳で死去[2]。
- キース戸部（KEITH） - ドラム。脱退後、石橋凌らとARBを結成。
- 中村裕司 - 2代目ドラム

## ディスコグラフィー

### シングル
- 「君の想い出」（1973年）
- 「その手を離さないで」（1974年）
- 「姉さん」（1975年）

### アルバム
- 「Homemade」（1974年）

### オムニバス・アルバム
- 「リメンバー・グループ・サウンズ」（1976年）-「雨のバラード」「花の首飾り」「僕のマリー」「真冬の帰り道」「亜麻色の髪の乙女」をカバー。

## 出演番組
- 「ぎんざNOW!」